# Daniel Svensson (musiker)
 Der er flere personer med dette navn, se Daniel Svensson.
Danniel Svensson (født 1977 i Göteborg, Sverige) er trommeslager i det svenske melodisk death metal band In Flames. Han sluttede sig til bandet i 1998 for at erstatte Björn Gelotte ved trommerne, så denne kunne blive guitarist. Det første album med ham på trommer var Colony, der blev udgivet året efter, han trådte til i bandet.

## Andre projekter
Svensson har spillet med i bandet Sacrilege hvor han fungerede som trommeslager og vokalist. Han spillede også trommer i et andet band ved navn Diabolique.